# Oedipina maritima

## Miêu tả
Oedipina maritima là một loài kỳ giông trong họ Plethodontidae.
Nó là loài đặc hữu của Panama.
Các môi trường sống tự nhiên của chúng là các khu rừng ẩm ướt đất thấp nhiệt đới hoặc cận nhiệt đới, rừng sú vẹt nhiệt đới hoặc cận nhiệt đới, và vùng bờ biển cát. Nó bị đe dọa do mất môi trường sống.